# Maximilian Wilhelm von Braunschweig und Lüneburg

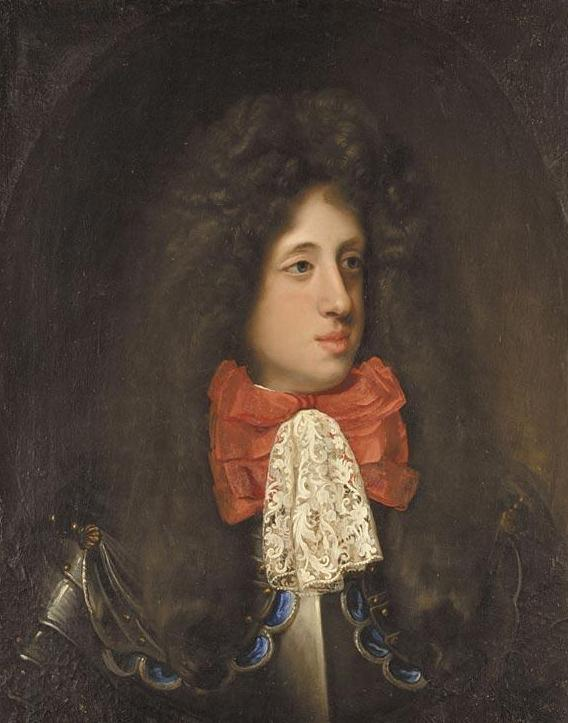
Maximilian Wilhelm

Maximilian Wilhelm von Braunschweig-Lüneburg (* 13. Dezember 1666 auf Schloss Iburg; † 1. Juli 1726 in Wien) war Prinz von Braunschweig und Lüneburg und kaiserlicher Feldmarschall. Sein älterer Bruder wurde als Georg I. König von Großbritannien. Drei weitere Brüder, Friedrich August, Karl Philipp und Christian Heinrich, starben als Soldaten. Sein jüngerer Zwillingsbruder starb namenlos kurz nach der Geburt. 

## Leben
Er war der dritte Sohn von Ernst August und Sophie von der Pfalz. Als das Haus Hannover 1684 den Übergang von der Erbteilung zur Primogenitur beschloss, widersetzte sich der 17-Jährige nicht; nachdem seine beiden Brüder Friedrich August und Karl Philipp am 31. Dezember 1690 im Großen Türkenkrieg gefallen waren, plante er jedoch – gemeinsam mit seinem zweitjüngsten Bruder Christian Heinrich, ihren Ausschluss von der Erbfolge anzufechten. Sie wandten sich an den Senior des Welfenhauses, Herzog Anton Ulrich von Braunschweig, und an den preußischen Minister Eberhard von Danckelman. Als der Vater, Kurfürst Ernst August, im folgenden Jahr von seiner Tochter Sophie Charlotte von Preußen hierüber informiert wurde, ließ er Maximilian Wilhelm inhaftieren und wegen Hochverrats anklagen; der mit ihm konspirierende Hofjägermeister Joachim von Moltke wurde hingerichtet und er selbst im folgenden Jahr verbannt. Er suchte Unterstützung bei seinem Onkel Georg Wilhelm von Lüneburg, der ihn in die Dienste von Kaiser Leopold I. vermittelte.
Evangelisch-lutherisch erzogen, trat Maximilian Wilhelm 1692 zum römisch-katholischen Glauben über. 1697 nahm Maximilian Wilhelm im Pfälzischen Erbfolgekrieg als Chef eines kaiserlichen Kürassier-Regiments unter den Truppen des Markgrafen Ludwig Wilhelm von Baden (1655–1707) an dem Zug zur Eroberung der Ebernburg bei Kreuznach teil.
Er stieg auf bis zum Feldmarschall und war Führer der kurhannoveranischen Truppen im Spanischen Erbfolgekrieg. In der zweiten Schlacht bei Höchstädt 1704 war er Kommandeur der Kavallerie unter Eugen von Savoyen.
Wie sein Bruder Ernst August, Herzog von York und Albany, heiratete er nie, hatte aber eine uneheliche Tochter namens Marie Guelph von einer unbekannten Frau.  